# Jean-Paul Proust

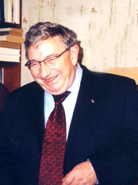
Jean-Paul Proust, 2009

Jean-Paul Proust (* 3. März 1940 in Vaas, Département Sarthe; † 8. April 2010 in Marseille) war ein französischer Beamter und von 2005 bis 2010 Staatsminister von Monaco. Zuvor war er Präfekt verschiedener französischer Départements und von 2001 bis 2004 Polizeipräfekt von Paris.
Nach seinem Jurastudium an der Pariser Universität (Abschluss mit Licence) und dem Diplom des Institut d’études politiques de Paris (Sciences Po) absolvierte Proust von 1964 bis 1966 die Verwaltungs-Elitehochschule École nationale d’administration (ENA). Anschließend wurde er als Zivilbeamter des französischen Innenministeriums in den Staatsdienst übernommen. 
Nach mehreren Stationen als sous-préfet (Unterpräfekt) leitete er die Abteilung Seefischerei im Meeresministerium (1982–1985) sowie die Abteilung Zivilverteidigung und Zivilschutz im Innenministerium (1986–1987). Von 1987 bis 1989 war er Präfekt des Départements Isère, von November 1989 bis Juli 1991 war er Präfekt des Übersee-Départements und der -Region Guadeloupe. Es folgten Posten als Präfekt des Départements Haute-Vienne und zugleich Regionalpräfekt von Limousin (1991–1992), Präfekt von Seine-Maritime und Regionalpräfekt der Haute-Normandie (1992–1997) sowie Präfekt von Bouches-du-Rhône und Regionalpräfekt von Provence-Alpes-Côte d’Azur (1997–1999). 
Von 1999 bis 2000 war Proust Leiter des Ministerbüros (directeur du cabinet) des Innenministers Jean-Pierre Chevènement (MDC), anschließend leitete er ein ministeriumsübergreifende Arbeitsgruppe zur Beseitigung von Tiermehl. Von April 2001 bis November 2004 bekleidete er das Amt des Polizeipräfekten der Hauptstadt Paris. Danach berief ihn Innenminister Dominique de Villepin (UMP) zu seinem Sonderberater.
Prinz Albert von Monaco – als Regent für seinen kranken und bald darauf verstorbenen Vater Fürst Rainier III. – wählte Proust Anfang 2005 aus mehreren von der französischen Regierung vorgeschlagenen Kandidaten zum neuen Staatsminister von Monaco. Sein Amtsantritt als Regierungschef des Fürstentums verzögerte sich wegen des Todes des alten Monarchen bis zum 1. Juni 2005. Bis zum Inkrafttreten eines neuen Freundschaftsvertrags zwischen Monaco und Frankreich und eines Abkommens über die Verwaltungszusammenarbeit zwischen beiden Staaten am 1. Dezember 2005 musste der Staatsminister von Monaco stets ein Franzose sein, aber auch nach dem neuen Vertrag ist dies weiterhin üblich.
Aus Krankheitsgründen trat Proust zum 29. März 2010 von seinem Amt zurück. Er starb wenige Tage nach seiner Ablösung durch Michel Roger.